# Toma de Bagdad (1638)
La toma de Bagdad, también asedio o sitio de Bagdad se refiere a la segunda conquista otomana de la ciudad (la primera fue en 1534), después de que al comienzo de la guerra otomano-safávida (1623-1639) los persas lograsen capturarla y que anteriores asedios fracasaran en 1626 y en 1630. Así, los otomanos retomaron el control 14 años después.
La toma de Bagdad se da además en el contexto de una campaña militar dirigida personalmente por el sultán otomano Murad IV, siendo esta la última vez que un sultán dirigiría las tropas en el campo de batalla.

## Antecedentes
La ciudad de Bagdad había estado en la órbita persa desde que el Ilkanato la tomase del Califato abasí, el antecesor de éste, el Califato ortodoxo, predecesor del Califato omeya que precedió a los abasí, había tomado Bagdad durante la Conquista musulmana de Persia del siglo VII, convirtiéndose en una zona en disputa cuando la dinastía persa de los búyida comenzó a convertirse en independiente de los árabes abasí hacia finales del siglo X.
Durante el Imperio selyúcida se hizo más clara esta distinción, y el gran poder de estos llevo a la lucha por la ciudad, que los persas no llegaron a tomar pero sí influenciaron enormemente durante el siglo XII.
En 1258, el Ilkanato persa, una de las cuatro divisiones del Imperio mongol que se había asentado en el Gran Irán y había adoptado la cultura persa, tomó Bagdad en un ataque dirigido por Hulagu, que decidió incendiar la ciudad, siendo un hecho tan notable y tan metafórico de la derrota abasí que se considera el fin del Califato abasí, si bien Al-Mustá'sim, el último califa abasí, fue ejecutado unos días después.
Tras la época de los imperios nómadas en Asia Menor, la ciudad fue agregada al incipiente Imperio safávida con la restauración de un poder central persa durante el reinado de Ismaíl I, autoproclamado sahansah. Durante la primera guerra otomano-safávida (las relaciones entre ambos imperios habían sido hostiles desde la batalla de Chaldiran), los otomanos conquistaron la ciudad al sah Tahmasp I, sucesor de Ismaíl, que tuvo que reconocer la autoridad otomana sobre la misma en la Paz de Amasya que certificó la derrota safávida en la guerra.
Durante el reinado del sah Abás el Grande, una primera campaña contra los otomanos a comienzos del siglo XVII recuperó para los persas sus dominios sobre el Cáucaso y gran parte de Mesopotamia, aunque no pudo reclamar Bagdad. Tras pacificar su frontera oriental contra los mogoles y conocer las revueltas internas en el Imperio otomano (Rebelión Abaza), Abás decidió lanzar una segunda campaña contra los otomanos en 1623, capturando Bagdad en enero de 1624.
La perdida de la famosa ciudad de Bagdad, otrora capital del Califato abasí, se convirtió en asunto de Estado en el Imperio otomano, que ordenó a sus sucesivos grandes visires que dispusiesen lo necesario para resistir primero y recuperar después la ciudad del Tigris. El intento más contundente fue el dirigido por Hafiz Ahmed Bajá, que sitió la ciudad, aunque la demora en tomarla permitió a los safávidas mandar fuerzas de auxilio que acabaron obligando a los otomanos a levantar el asedio el 4 de julio de 1626.
Para 1629, la situación de los otomanos había mejorado enormemente: En 1625 habían firmado una tregua con el Imperio español, en 1627 se frustró una alianza con los mogoles de Jahangir para atacar conjuntamente a los persas, pero se aseguraban una distracción en la frontera safávida opuesta, en 1628 se había calmado la situación tanto en el eyalato de Egipto como en las posesiones del litoral del mar Rojo y Murad IV se había recuperado de las enfermedades que le afectaron entre 1627 y 1628. Así las cosas, los otomanos plantearon un nuevo ataque a Bagdad, pero la revuelta drusa distrajo nuevamente su atención.
En 1630, el nuevo gran visir Gazi Hüsrev Bajá pudo dirigir una campaña contra la ciudad, que llegó a poner bajo asedio en junio, después de tener que desviar sus fuerzas por territorio persa debido a las lluvias en Mesopotamia. La tardía llegada y el duro invierno que se avecinaba obligó a los sitiadores a desistir en noviembre y le costó a Gazi Hüsrev el cargo, al volver a la Sublime Puerta sin reconquistar la ciudad que los otomanos querían recuperar desde hacía 6 años.
Durante los siguientes años, los otomanos decidieron seguir una política de promoción del caos interno en el Imperio persa que les afectara a estos igual que su situación interna a ellos la década anterior. Una de las estrategias más directas fue apoyar a Teimuraz, un caudillo georgiano suní, para que unificase los reinos georgianos bajo la órbita persa y los independizase de estos. La respuesta persa fue enviar al general georgiano Cosroes Mirza, que infligió una severa derrota a Teimuraz y pacificó Georgia.
Al año siguiente, en 1635, Murad IV decidió dirigir personalmente una campaña, conocida como Campaña de Revan («Revan» es el nombre túrquico de Ereván). La campaña, nutrida por un ejército que suponía el doble o triple según la fuente del ejército persa, tomó Ereván (8 de agosto de 1635) y Tabriz (11 de septiembre de 1635), capital persa, antes de volver triunfalmente a Constantinopla, donde el sultán fue aclamado como un vencedor. Sin embargo, la campaña no logró tomar Bagdad y las ciudades de Tabriz y Ereván fueron rápidamente reconquistadas por los persas de Safi I en la primavera de 1636, pues sus fuerzas quedaron intactas al no interponerse ante el gran ejército otomano.

## Campaña
En 1638, el sultán Murad IV decidió dirigir una nueva campaña contra los persas, en esta ocasión con el objetivo prioritario de tomar y mantener Bagdad, que ya se había convertido en un tema popular a lo largo del Imperio otomano, donde crecía la leyenda de que la ciudad de los califas solo podría ser reconquistada por el propio sultán.
Según el capitán Zarain Aga, la fuerza del ejército otomano para la campaña de 1638 fue de 108 589 soldados, siendo 35 000 de infantería, con un gran grupo de jenízaros y 73 589 de caballería entre ligera y pesada. Además, contaban con unos 200 cañones. Otras fuentes habñan de una fuerza aproximada de unos 88 000 soldados.
El avance hacia Bagdad fue bastante tardío, llegando a sus puertas hacia noviembre de 1638, fechas en las que en ocasiones anteriores como la dirigida por Gazi Hüsrev Bajá habían obligado a desistir del asedio; sin embargo, el invierno de aquel año no se preveía tan severo y el sultán estaba decidido a tomar la ciudad con la enorme fuerza que dirigía.
La ciudad por su parte, había visto incrementar su guarnición en cuatro o cinco ocasiones, contando para el momento de la llegada del ejército otomano con unos 40 000 soldados de infantería en la guarnición según las fuentes más optimistas. A ello se le sumaban 100 cañones y poco más de 200 torres fortificadas a lo largo de zonas de la muralla, más de un centenar entre las puertas Norte y Sur, y unas 90 en la sección del Tigris.
El 15 de noviembre de 1638 comenzó el asedio de la ciudad por parte de Murad IV. El observador otomano Ziyaeddin Ibrahim Nuri describe Bagdad como una ciudad bien pertrechada, elogiando incluso al comandante persa, Bektash Kan, de origen georgiano, que había llevado a cabo reparaciones y refuerzos por todo el perímetro defensivo de la ciudad.
Inicialmente, el ejército otomano desplegó sus dos fuerzas principales contra dos de las puertas sureñas, hasta que el gran visir Tayyar Mehmed Bajá indicó acertadamente que esas dos puertas estaban demasiado fortificadas y recomendó atacar en su lugar la conocida como puerta Blanca, menos fortificada.
Durante el asedio, Bektash Kan ordenó ataques nocturnos contra varios campamentos de los sitiadores con una fuerza de unos 6000 soldados en cada ataque, siendo una táctica efectiva que aumentó enormemente las bajas otomanas durante el asedio.
Tras 40 días de asedio, el impacientado sultán ordenó a su gran visir un ataque frontal contra la ciudad que comenzó el 24 de diciembre, siendo un éxito y tomando la ciudad de manera efectiva al día siguiente, el 25 de diciembre, aunque durante la lucha el gran visir Tayyar Mehmed Bajá murió luchando contra los safávidas, siendo el tercer gran visir otomano en morir en batalla. El sultán Murad, enterado de su destino le expresó:

O mi Tayyar, tú vales más que cien castillos [ciudades] como Bagdad.
Murad IV al enterarse de la muerte del gran visir Tayyar Mehmed Bajá el 24 de diciembre de 1638.

## Consecuencias
Tras la toma de la ciudad el 25 de diciembre de 1638, fue nombrado gran visir Kemankeş Kara Mustafa Paşa y a los defensores safávidas se les permitió marchar hacia Persia, aunque algunos de ellos aún lucharían en algunas secciones de la ciudad.
Al igual que los safávidas tras tomarla en 1624, tras recuperarla los otomanos llevaron a cabo una masacre contra la población civil de la ciudad para asegurarse que volviese a ser una población suní, acabando con la influencia chií que habían tenido durante los últimos 14 años.
Al enterarse de la conquista turca, el papa Urbano VIII, mantuvo el obispado católico de Babilonia (en aquellos años se creía que Bagdad se asentaba sobre la antigua Babilonia) bajo la estructura de la diócesis de Isfahán, en deferencia a la tolerancia del antiguo sah Abás I a los cristianos y la mejor situación de éstos en Persia que bajo el Imperio otomano.
La perdida de Bagdad también supuso la perdida de influencia sobre gran parte de Mesopotamia para los persas y frustró sus planes de llevar la frontera hasta el Éufrates. Al igual que en 1637, el sah Safi I envío delegaciones de paz, que esta vez fueron aceptadas por los otomanos al mejorar su posición negociadora con Bagdad. Se firmaría el Tratado de Zuhab en 1639, que pondría fin a la guerra otomano-safávida tras 16 años volviendo prácticamente a las mismas fronteras que la Paz de Amasya de 1555.